# Servatiiplatz

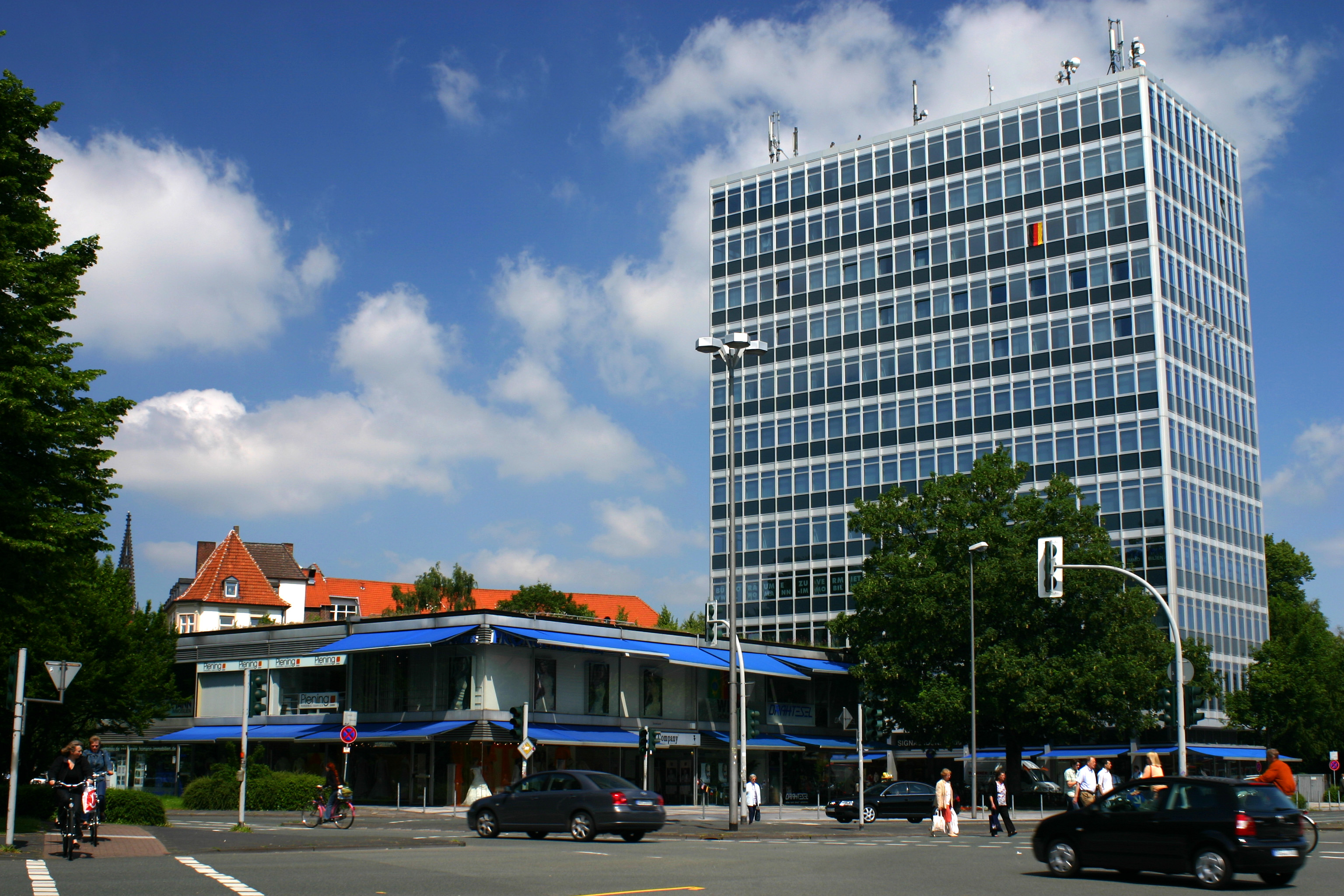
Der Servatiiplatz mit Iduna-Hochhaus

Der Servatiiplatz ist ein Platz in Münster in Nordrhein-Westfalen. Er ist Knotenpunkt der wichtigen Straßen Bahnhofstraße, Eisenbahnstraße, Wolbecker Straße und Von-Vincke-Straße in unmittelbarer Nähe des Hauptbahnhofs.

## Geschichte
Seinen Namen erhielt der Platz von der westlich verdeckt gelegenen Kirche St. Servatii. Vor dem Abbruch der Stadtbefestigung um 1770 befand sich an dieser Stelle das Servatiitor innerhalb der Stadtmauer. Um das Jahr 1900 entstand nach den Plänen des Ratsmitglieds und Ehrenbürgers der Stadt Münster Adolf Kleimann ein kunstvoller Schmuckplatz, der mit Teppichbeeten, Palmen und Sitzbänken verziert wurde. Dazu gehörte auch der Anfang der 1930er Jahre abgebaute Servatiibrunnen, der eine hohe Fontäne erzeugte. Bei den Palmen handelte es sich um 32 große Phönix-Palmen, die als Geschenk des Herzogs von Arenberg aus Schloss Nordkirchen hier in den Sommermonaten aufgestellt wurden. Ebenfalls nicht mehr vorhanden ist die am 21. März 1871 gepflanzte Friedenseiche.
Am 22. Januar 1942 gingen bei Luftangriffen auf Münster offiziellen Angaben zufolge 102 Sprengbomben auf die Stadt Münster nieder, deren Einschläge sich vor allem im Bereich der Salzstraße sowie dem Servatiiplatz befanden.

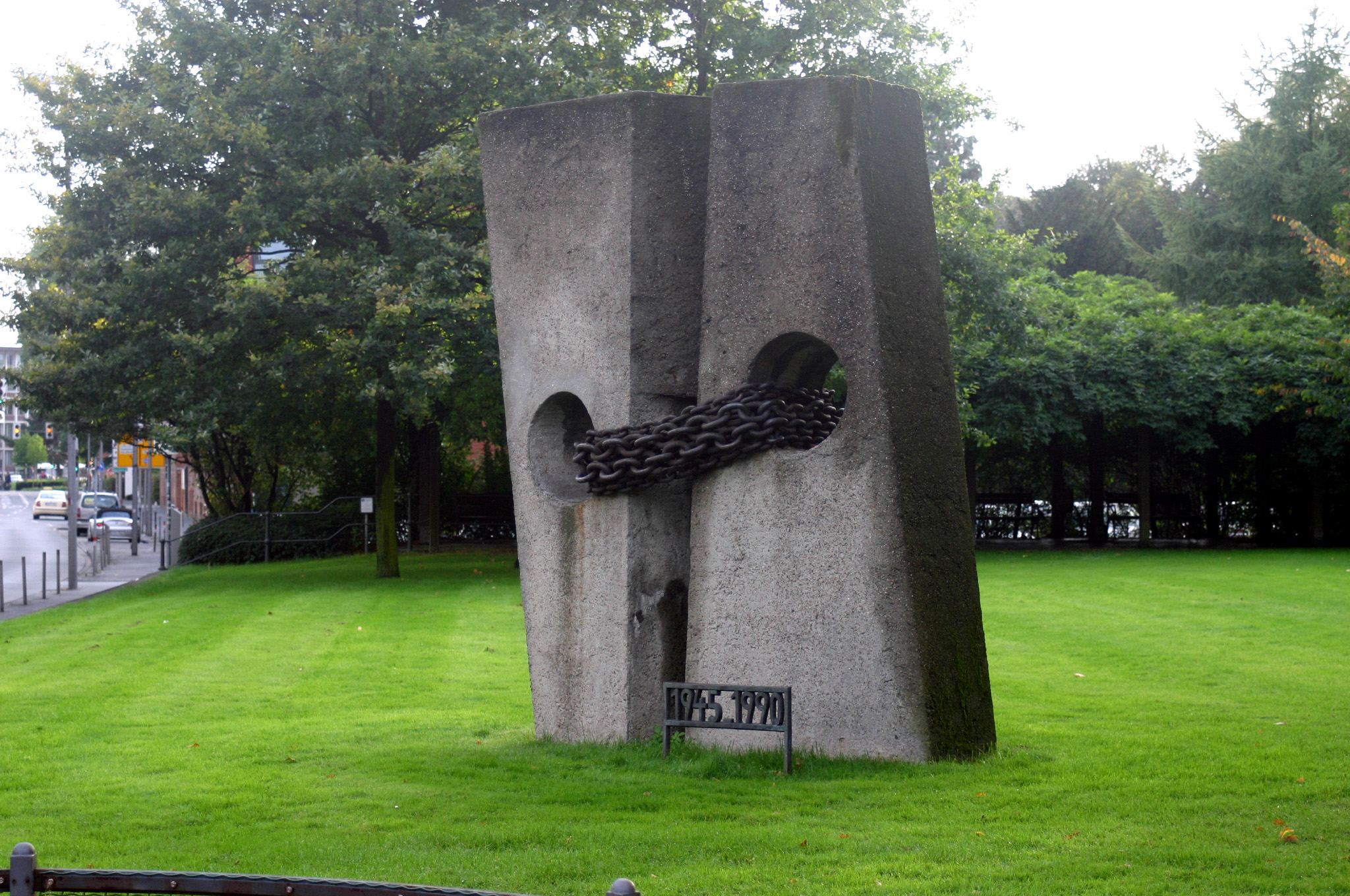
Mahnmal Unteilbares Deutschland

Am 18. Dezember 1960, ein Jahr vor dem Bau der Mauer, wurde auf dem Servatiiplatz das Mahnmal Unteilbares Deutschland von Anni Buschkötter errichtet.
Auf dem Platz wurde 1960/1961 das Iduna-Hochhaus errichtet, welches inzwischen, ebenso wie der gläserne Anbau und der Platz selber, unter Denkmalschutz steht. Bei Errichtung des Gebäudes verpflichtete sich die Versicherung gegenüber der Stadt Münster für die laufenden Unterhaltskosten aufzukommen. Aufgrund eines Versäumnis der Stadt wurde nicht vertraglich festgelegt, dass diese Verpflichtung auch auf nachfolgende Eigentümer des Gebäudes übertragen wird. Seither bestreitet die Stadt die Instandhaltung des Platzes, was im Jahr 2019 mit 41.350 Euro zu Buche schlug.
In den Jahren 1990 und 1991 wurde im Rahmen einer historischen Umgestaltung der ursprüngliche Zusammenhang der Promenade und somit auch des Servatii-Platzes wiederhergestellt. Dabei wurden die Sitzplätze neu geordnet, eine Pergola installiert und die Rasenmulde neu modelliert.

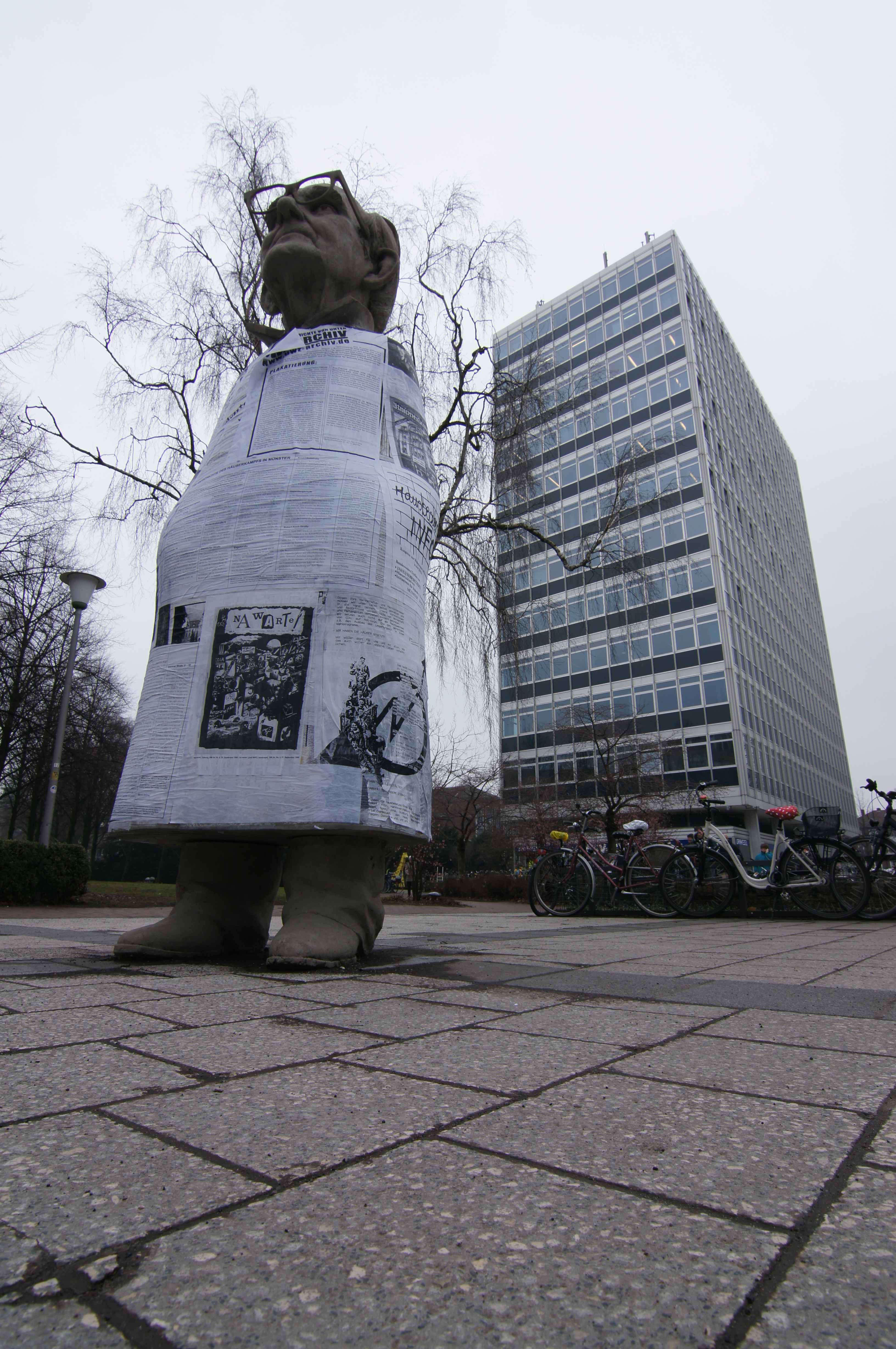
Silke Wagners Skulptur-Projekt „Münsters Geschichte von unten“, stellt Paul Wulf dar.

Seit den Skulptur-Projekten im Jahr 2007 befindet sich Silke Wagners Werk „Münsters Geschichte von unten“ am Servatii-Platz, das Paul Wulf darstellt.
Vom November 2011 bis Mai 2012 war der Servatiiplatz von der Gruppe Occupy Münster besetzt. Ein Versuch der Stadt Münster Ende April 2012, per Verfügung den Platz zu räumen, verlief erfolglos; im Mai 2012 wurde die Besetzung einvernehmlich beendet.